# Andrea Massena
Andrea Massena, in francese André Masséna, duca di Rivoli, principe di Essling (Nizza, 6 maggio 1758 – Parigi, 4 aprile 1817), è stato un generale francese di origine italiana, maresciallo dell'Impero.
Di origini modeste, Massena diede prova di grandi qualità militari durante le guerre rivoluzionarie francesi, dimostrandosi uno dei migliori generali della Repubblica. Dopo essere stato il principale luogotenente del generale Napoleone Bonaparte durante la campagna d'Italia, vinse la seconda battaglia di Zurigo, che ebbe grande importanza per le sorti francesi nel 1799. Durante l'Impero napoleonico confermò le sue notevoli capacità militari sia come generale alle dipendenze dirette di Napoleone sia come comandante autonomo in teatri secondari. L'insuccesso della guerra peninsulare contro gli anglo-portoghesi nel 1810 mise fine alla sua carriera di comandante sul campo.
Dotato di elevate capacità strategiche e tattiche, in grado di esercitare il comando con energia e avvedutezza, Massena aveva carattere solido ed entusiasta; Napoleone lo riteneva il suo miglior comandante, tanto da soprannominarlo "figlio prediletto della vittoria" per la sua brillante prova alla battaglia di Rivoli. Nonostante alcune debolezze morali, la grande avidità e i metodi di guerra a volte spietati, Andrea Massena è considerato uno dei più grandi generali francesi del periodo rivoluzionario e napoleonico.

## Biografia
Figlio di Giulio Cesare e di Caterina Fabre, nacque a Nizza, nel Regno di Sardegna, nel maggio del 1758. La nascita, avvenuta il 6, fu registrata all'atto del battesimo, il giorno 8, dall'abate Ignazio Cacciardi nello stato delle anime della cattedrale di Santa Reparata a Nizza.
Il nonno paterno Domenico aveva avuto, oltre al primogenito Giulio Cesare, altri due figli, Agostino e Guglielmo Marcello. Il padre, un piccolo commerciante di vini la cui famiglia, proveniente dal Piemonte e installata da tre secoli nella valle della Vesubia, possedeva alcuni appezzamenti nell'immediato entroterra nizzardo, morì ancora giovane il 13 dicembre 1764. Ultimo di tre figli, Andrea rimase così orfano all'età di sei anni. La madre si risposò presto e affidò il piccolo Andrea ai parenti che seguivano l'azienda agricola della famiglia, presso Levenzo e Sospello. 
Trovatosi a lavorare sin da bambino e trascurato nell'educazione, a 13 anni Massena si imbarcò come mozzo su navi mercantili, effettuando anche alcune traversate oceaniche.

### Volontario nel Royal-Italien
Sbarcato nel 1775, diciassettenne, si arruolò come volontario nel reggimento Royal-Italien, un'unità militare francese dell'Armata Reale in cui militavano soldati italofoni, provenienti anche dalla Corsica, con base a Tolone. Presso tale unità aveva servito anche il padre (arruolato nel 1747) e, all'atto del suo arruolamento, vi era in servizio lo zio, Guglielmo Marcello. Massena vi rimase arruolato per 14 anni a fianco dello zio il quale, tra l'altro, gli diede un'istruzione di base e gli insegnò a leggere e capire le mappe.
Durante questi anni mostrò spiccate doti militari e avanzò nei vari gradi subalterni, fino a raggiungere nel 1784, a 26 anni, il grado di aiutante (il massimo cui potesse allora aspirare un cittadino comune, essendo tutti i posti di ufficiale riservati alla nobiltà).

### Durante la Rivoluzione francese
Il 3 agosto 1789, durante i primi giorni della Rivoluzione francese, si congedò dal reparto e si stabilì ad Antibes, ove erano di guarnigione già da un anno gli Chasseurs royaux de Provence (Cacciatori reali di Provenza), nuova denominazione assunta dal Royal-Italien. Qui conobbe la figlia di un farmacista, Marie-Rosalie Lamarre, e la sposò, dedicandosi senza molto successo al commercio, quindi al contrabbando e, secondo alcuni, anche alla pirateria. Nel frattempo, tentò invano di essere arruolato nell'appena costituita Guardia nazionale francese.

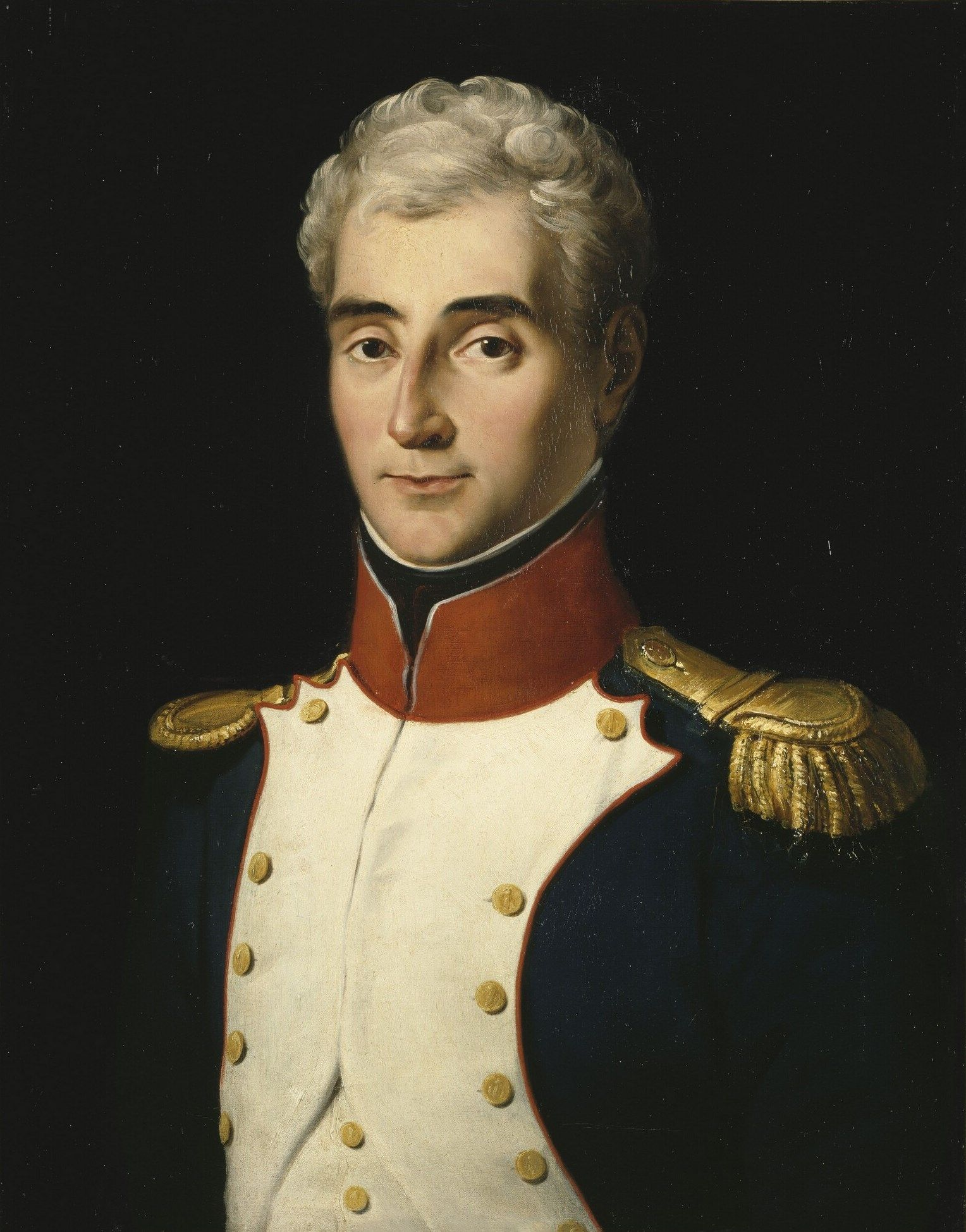
Andrea Massena in uniforme di tenente colonnello del 2º Battaglione volontari del Varo.
Dipinto di Ferdinand Wachsmuth (1802-1869), 1834, Museo della storia di Francia.

Massena, la cui carriera militare era stata bloccata per ragioni di classe sociale, intravide nella rivoluzione una possibilità di riscatto personale e aderì sin dal 1790 al Club degli Amis de la Constitution (Club degli amici della Costituzione).
Con l'esilio di gran parte dei nobili (e dunque di gran parte dei quadri militari) e la caduta delle discriminazioni di classe per l'accesso ai gradi d'ufficiale, nel 1791 poté tornare ad arruolarsi direttamente con il grado di capitano. In breve tempo fu promosso aiutante maggiore nella Guardia nazionale e, poco dopo, fu impegnato a formare il 2º Battaglione dei Volontaires du Var (Volontari del Var), ottenendo la promozione prima a tenente colonnello e poi a colonnello entro l'agosto del 1792. Il 22 agosto 1793 salì al grado di generale di brigata e il 20 dicembre dello stesso anno divenne generale di divisione.

### La Prima coalizione
Andrea Massena cominciò la sua brillante carriera militare nel corso delle guerre rivoluzionarie francesi. Durante la guerra della prima coalizione partecipò alla prima campagna del Piemonte nell'esercito repubblicano, facendosi molto apprezzare dai superiori anche grazie alla sua perfetta conoscenza del territorio della contea di Nizza, divenuto teatro di guerra. Il 29 settembre 1792 Massena era al fianco del generale d'Anselme quando le truppe francesi entrarono nella città di Nizza; successivamente partecipò alle esazioni e alla campagna di scristianizzazione della popolazione, che scatenarono il movimento partigiano sabaudo detto barbetismo, contro il quale Massena condusse una violenta repressione.
Nel 1793 Massena partecipò all'assedio di Tolone e il 17 dicembre guidò con distinzione una delle ali dell'esercito francese che riconquistò, grazie al piano di operazioni progettato dal giovane maggiore Bonaparte, comandante dell'artiglieria dell'armata, l'importante base navale. Per le capacità dimostrate in azione, Massena venne ancora promosso al grado di generale di divisione e assegnato al comando dell'ala destra della Armata d'Italia che era stata incaricata di attaccare la Repubblica di Genova, alleata dell'Impero austriaco.
La campagna del 1794 ottenne alcuni importanti successi: il generale Massena riuscì con le sue truppe a occupare i passi delle Alpi Marittime e prese parte alla conquista di Saorgio il 9 floreale anno II (29 agosto 1794); gravi difficoltà organizzative e la tenace resistenza delle forze austriache bloccarono però l'offensiva oltre le montagne. Inoltre i Termidoriani, i nuovi dirigenti politici rivoluzionari, avevano deciso su proposta di Lazare Carnot e in contrasto con i progetti di Maximilien Robespierre, di rimanere sulla difensiva in Italia, quindi le grandi operazioni furono interrotte e non ripresero fino alla metà del 1795.
Finalmente nell'autunno 1795 il Direttorio diede ordine al comandante dell'Armata d'Italia, generale Barthélemy Schérer, di riprendere l'offensiva in forze sul fronte delle Alpi e il generale Massena divenne il principale luogotenente di Schérer guidando due divisioni dell'ala destra. Tra il 22 e il 24 novembre 1795 si combatté la battaglia di Loano, che si concluse con la netta vittoria delle truppe francesi guidate con efficacia da Massena. Gli austriaci subirono pesanti perdite e dovettero battere in ritirata, mentre il generale occupò Savona il 26 novembre 1795.
Nonostante il brillante successo, il generale Schérer rinunciò a proseguire l'offensiva e preferì ritornare nella base di Nizza, poiché intralciato da gravi problemi logistici: l'armata, soprannominata spregiativamente "dei cenciosi", era priva di rifornimenti e da due mesi i soldati non ricevevano le paghe. Schérer, deluso e irritato anche dalle pressioni del Direttorio e del ministro Carnot a favore di una ripresa dell'offensiva in Italia, decise di cedere il comando dell'Armata d'Italia e il 4 febbraio 1796 si dimise.

### La prima campagna d'Italia
(Proclama alle truppe del generale Massena prima della battaglia di Rivoli)
Massena, trentasettenne e già considerato un valente generale, sembrava destinato a succedere al generale Schérer nel comando della Armata d'Italia e accolse con un certo scetticismo la nomina invece del ventisettenne generale Napoleone Bonaparte, ritenuto inesperto e noto solo per le sue influenti frequentazioni politiche a Parigi. Anche gli altri comandanti di divisione manifestarono inizialmente ostilità verso il nuovo venuto, che peraltro fin dall'inizio diede prova di grande decisione, instancabile energia e sicura autorità di comando, impressionando fortemente Massena e gli altri generali che ben presto si misero disciplinatamente in azione per eseguire le audaci manovre studiate dal nuovo comandante.

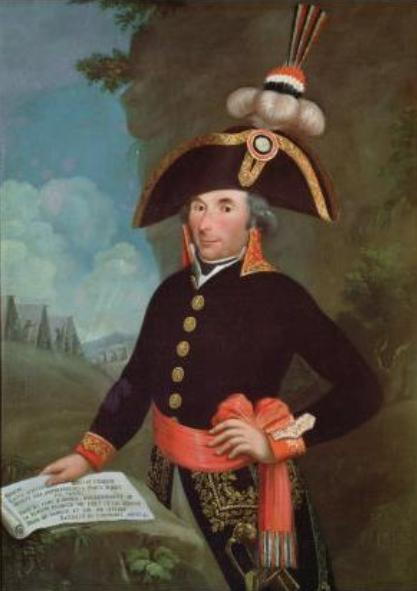
Il generale Massena

Dopo un incontro con Bonaparte il 10 aprile 1796, in cui il comandante in capo illustrò a Massena i suoi piani, l'offensiva della divisione del generale attraverso il Passo di Cadibona ebbe immediato successo e frantumò in due parti lo schieramento degli eserciti austro-piemontesi. Seguirono rapidamente una serie di vittorie: il Regno di Sardegna firmò un armistizio, gli austriaci si ritirarono precipitosamente e il generale Bonaparte poté portare la guerra nel cuore dell'Italia settentrionale. Massena, che in un'occasione aveva rischiato di cadere prigioniero del nemico durante un contrattacco austriaco che lo aveva sorpreso nel letto di una sua amante, ricevette l'encomio del Direttorio per l'energia e il coraggio dimostrato in queste vittoriose battaglie.
Dopo il forzamento del Po a Piacenza e la battaglia di Lodi, il generale Bonaparte entrò a Milano il 16 maggio dove, nonostante un'accoglienza entusiastica della popolazione, richiese una taglia di 20 milioni in oro e consentì alle truppe di saccheggiare liberamente, suscitando quindi dopo una settimana rivolte antifrancesi a Binasco e Pavia. Il 21 maggio il comandante dell'armata decise di riprendere l'avanzata e fu l'avanguardia guidata dal generale Massena che entrò a Brescia il 27 maggio e a Verona il 1º giugno. Durante la lunga fase difensiva della campagna, caratterizzata dai ripetuti tentativi degli austriaci di liberare la fortezza di Mantova, il generale Massena fu sempre coinvolto in prima linea con la sua divisione e ricevette l'apprezzamento di Bonaparte che lo descrisse "attivo, instancabile e audace". Nonostante gravi difficoltà logistiche e situazioni molto critiche, i soldati di Massena si batterono con valore a Castiglione, a Bassano e soprattutto alla battaglia di Arcole il 17 novembre 1796, dove il generale si impadronì del villaggio dopo un'accesa battaglia.
Il ruolo del generale Massena fu cruciale nella decisiva battaglia di Rivoli del 14 gennaio 1797. I suoi soldati combatterono e marciarono incessantemente per due giorni e, sotto la guida del generale, dimostrarono un morale altissimo e grande combattività. Dopo aver distrutto con un violento attacco alla baionetta la colonna del generale Franz de Lusignan, Massena marciò in soccorso del generale Barthélemy Joubert e, dopo aver assicurato il successo francese, ripartì verso sud assieme ai suoi soldati e al generale Bonaparte. Il 15 gennaio sconfisse e accerchiò in gran parte anche la colonna austriaca del generale Giovanni Provera, che aveva tentato di sbloccare la fortezza di Mantova. Per i successi raggiunti, la grande energia e l'abilità tattica dimostrata Massena venne acclamato di fronte alle truppe dal generale Bonaparte l'enfant chéri de la victoire ("l'amato figlio della vittoria" o "il figlio prediletto della vittoria"). Nel marzo 1808 Napoleone, in ricordo della condotta di Massena nella grande battaglia, lo avrebbe insignito, al momento della creazione di quindici ducati da assegnare ai suoi migliori luogotenenti, del titolo onorifico di "Duca di Rivoli".
Accanto alle qualità di capo militare, durante la campagna d'Italia il generale Massena mostrò anche alcune sue gravi debolezze morali. Divenne noto nell'armata come un inesauribile razziatore e un avido saccheggiatore per arricchimento personale di beni materiali; alcune città e le popolazioni delle regioni occupate vennero taglieggiate dalla divisione del generale Massena. Lamentele dettagliate giunsero a Bonaparte, che tuttavia preferì non prendere provvedimenti. Inoltre Massena dimostrò grande passione per le donne, facendosi seguire dalla sua amante, Silvia Cepolini, durante la campagna fino alla tassativa ingiunzione di Bonaparte di cessare questa usanza sconveniente.
Dopo la vittoriosa conclusione della campagna d'Italia e la pace di Campoformio, Massena rimase nell'armata francese stanziata nella penisola. Ben presto la forza di occupazione, al comando del generale Louis Alexandre Berthier, riprese le manovre aggressive contro gli ultimi Stati indipendenti italiani, secondo le indicazioni del Direttorio: Massena venne quindi coinvolto nella burrascosa creazione e organizzazione della Repubblica Romana dopo la facile marcia su Roma del generale Berthier, conclusasi l'11 febbraio 1798. Il Papa, Pio VI, venne trasferito a Siena e una Commissione civile francese si affiancò, con funzioni di stretto controllo, ai capi rivoluzionari locali della Repubblica. Il generale Berthier, scontento del compito affidatogli, cedette presto il comando dell'armata francese a Massena.
Fin dall'inizio il territorio della nuova repubblica giacobina era stato saccheggiato e devastato dall'esercito occupante e gravi depredazioni e razzie erano state opera dei fornitori delle truppe francesi e di alcuni generali; questo comportamento aveva suscitato le vive rimostranze degli ufficiali subalterni, le cui proteste si accentuarono dopo la nomina di Massena, ben conosciuto per la sua fama di razziatore e di avido depredatore. Inoltre, le truppe francesi a Roma erano particolarmente ostili a Massena poiché provenivano in gran parte dai reparti dell'armata del Reno del generale Jean Victor Moreau, che erano stati trasferiti in Italia, sotto il comando del generale Jean-Baptiste Bernadotte, nell'ultima fase della campagna, per rinforzare le forze del generale Bonaparte: questi reparti avevano avuto violenti contrasti e scontri fisici proprio con i soldati della divisione del generale Massena. Le truppe quindi si ammutinarono e neppure i commissari civili riuscirono a controllare la situazione e ristabilire la disciplina. Massena venne infine richiamato in patria e sostituito a Roma dal generale Laurent de Gouvion-Saint-Cyr, uno dei luogotenenti del generale Moreau.

### La Seconda coalizione

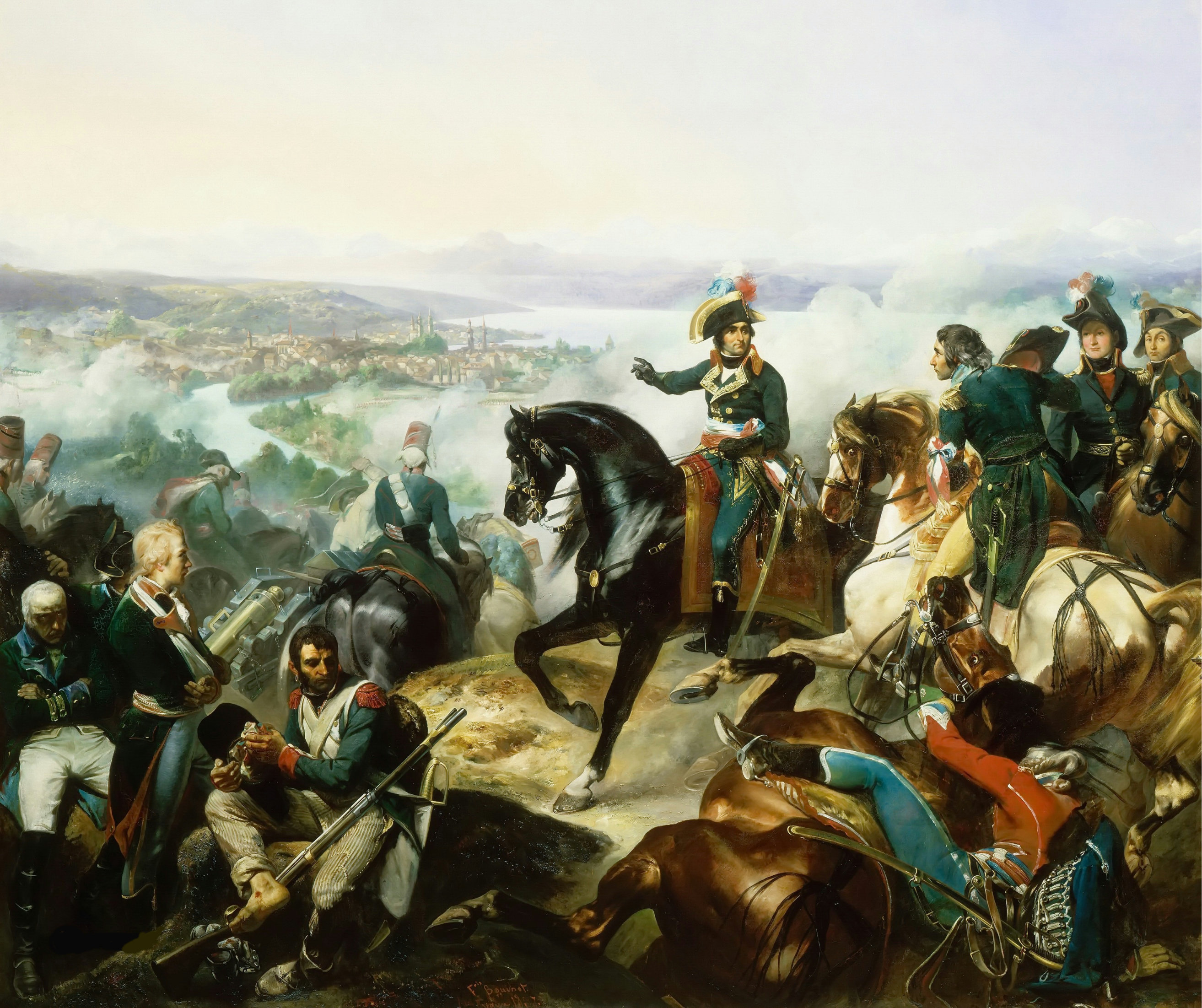
Il generale Massena guida le sue truppe alla seconda battaglia di Zurigo.

Dopo la disavventura di Roma, nel 1799, durante la Seconda coalizione il generale Massena prese il comando delle forze francesi schierate in Svizzera e dovette affrontare grandi difficoltà contro gli eserciti austro-russi dell'arciduca Carlo e del generale Aleksandr Korsakov. Fu durante questa lunga e difficile campagna che il generale mostrò, oltre a energia, tenacia e coraggio, grandi capacità strategiche: dopo aver dovuto inizialmente ripiegare dietro il lago di Zurigo, respinse gli attacchi nemici e quindi, nel settembre 1799, prese l'offensiva e sbaragliò con un'abile manovra le forze austro-russe nella seconda battaglia di Zurigo. Dopo la vittoria organizzò subito una nuova manovra con colonne combinate per accerchiare il secondo esercito russo che, al comando del maresciallo Aleksandr Suvorov, stava marciando attraverso le Alpi provenendo dall'Italia settentrionale. Il piano del generale Massena ebbe successo e le truppe russe, fortemente provate, riuscirono a evitare la distruzione solo con una estenuante ritirata verso est in un impervio terreno di montagna, dopo aver abbandonato l'artiglieria. La vittoria di Zurigo, considerata il più brillante successo della carriera militare di Massena, ebbe decisiva influenza sull'esito della guerra: la Svizzera rimase in possesso della Francia e il Direttorio rinsaldò la sua posizione politica in patria, mentre lo zar Paolo I, deluso e irritato dalla sconfitta, ritirò i suoi eserciti e ben presto abbandonò la coalizione.
Dopo l'assunzione del potere da parte del generale Bonaparte a seguito del colpo di Stato del 18 brumaio, Massena prese il comando delle forze residue dell'armata d'Italia, che dopo una serie di sconfitte erano schierate lungo l'Appennino Ligure. Attaccato in forze dall'esercito austriaco del generale Michael von Melas, Massena dovette ripiegare a Genova dove venne assediato dal nemico; nel corso del lungo assedio, il generale mostrò combattività e risolutezza e riuscì a continuare la lotta trattenendo gran parte delle forze austriache sul suo fronte, favorendo in questo modo le operazioni del Primo console Bonaparte che con l'Armata di Riserva aveva intrapreso una seconda campagna d'Italia attraversando le Alpi al Gran San Bernardo. Il 5 marzo 1800 Massena attraversò il valico della Colla di Boasi e inviò 800 soldati francesi per sedare la cosiddetta rivolta della val Fontanabuona contro la Repubblica Ligure. Il 4 giugno 1800 dovette infine concludere una convenzione di evacuazione con le forze austriache, perché Genova era praticamente senza viveri e alla fame visto il lungo assedio. Abbandonò la città con le truppe residue, facendo ritorno in Francia. Pochi giorni dopo però Bonaparte avrebbe vinto la decisiva battaglia di Marengo (14 giugno 1800) ribaltando completamente le sorti della guerra in Italia. Massena, molto provato dal duro assedio, venne esonerato dal comando dell'armata d'Italia e poté godere di un periodo di riposo con la famiglia nel castello di Rueil.

### Maresciallo dell'Impero
Nel periodo successivo alla pace di Amiens, che aveva messo temporaneamente fine alla guerra in Europa, il generale Massena non mostrò particolare entusiasmo per il crescente potere personale di Bonaparte e per le scelte politiche del Primo console; in particolare criticò apertamente il concordato del 1801 ed espresse chiaramente il suo dissenso. Nonostante la scarsa simpatia che manifestava verso Bonaparte. il generale venne tuttavia compreso nell'elenco dei nuovi quattordici marescialli creati dopo la proclamazione nel 1804 dell'Impero. Dopo la nomina a maresciallo Massena non si segnalò più come oppositore e si dedicò soprattutto a sfruttare la sua importante posizione e i suoi incarichi per effettuare nei territori assegnati al suo comando speculazioni finanziarie, depredazioni e concussioni per arricchirsi.

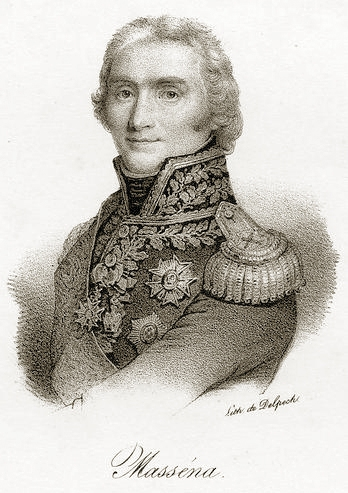
Andrea Massena maresciallo dell'impero

Nonostante l'avidità del maresciallo, Napoleone manteneva un'alta considerazione delle sue qualità militari: egli lo riteneva, insieme con i marescialli Gioacchino Murat, Jean Lannes e Louis-Nicolas Davout, come uno dei pochi luogotenenti in grado di assumere il comando supremo temporaneo sul teatro delle operazioni in sua assenza. Durante l'esilio di Sant'Elena, l'imperatore affermò in un'occasione che egli aveva considerato, almeno per un certo tempo, Massena il suo miglior maresciallo.
Dopo lo scoppio della nuova guerra e la costituzione della Terza coalizione antifrancese nel 1805, Napoleone assegnò a Massena l'importante incarico di comandante supremo dell'armata d'Italia, per il quale doveva trattenere sul fronte italiano l'esercito austriaco guidato dall'arciduca Carlo in attesa degli sviluppi della situazione in Germania dove l'imperatore guidava personalmente la Grande Armata. Il maresciallo eseguì con successo la sua missione e dopo essere passato all'attacco in Veneto sconfisse l'arciduca nella battaglia di Caldiero del 30 ottobre 1805; quindi inseguì gli austriaci che ripiegavano verso Lubiana, dopo la battaglia di Ulma che aveva aperto all'esercito di Napoleone la strada per Vienna. Massena continuò ad avanzare e superò le linee difese dalle retroguardie nemiche del Brenta, del Piave, del Tagliamento e dell'Isonzo, cercando, secondo gli ordini dell'imperatore, di impedire il ricongiungimento degli eserciti austriaci.
Dopo la conclusione della guerra, risolta da Napoleone con la schiacciante vittoria di Austerlitz, il maresciallo Massena rimase in Italia e ricevette dall'imperatore dopo il decreto del 27 dicembre 1805 il nuovo compito di invadere il Regno di Napoli, per detronizzare la dinastia Borbone e permettere la costituzione di un nuovo regno satellite della Francia ponendo sul trono Giuseppe Bonaparte, fratello maggiore di Napoleone. In un primo tempo il maresciallo occupò senza molte difficoltà il territorio peninsulare, il re Ferdinando IV fuggì in Sicilia, mentre la fortezza di Gaeta cadde nel luglio 1806 dopo un assedio durato quasi cinque mesi; in realtà la situazione non era ancora stabilizzata e Massena dovette affrontare l'insurrezione legittimista di Basilicata e Calabria, che ricevette anche l'appoggio di un corpo di spedizione britannico. La guerra ben presto degenerò con spietate violenze da entrambe le parti, brutalità sulla popolazione, saccheggi e rappresaglie. Il maresciallo Massena diresse con grande durezza la repressione delle rivolte, devastando il territorio e imponendo misure draconiane con esecuzioni in massa: Fra Diavolo fu impiccato e la città lucana di Lauria venne completamente distrutta.
Nonostante questi metodi brutali, l'esercito francese non riuscì a soffocare rapidamente l'insurrezione. Il maresciallo Massena dovette lasciare in Calabria una parte delle sue forze al comando del generale Jean Reynier, mentre i britannici mantennero il possesso di Reggio fino al 1808. Il 1º marzo 1807 Massena, che aveva ripreso le sue consuete attività di appropriazione anche in Italia meridionale ed era giunto al punto di vendere illegalmente licenze di commercio in completo contrasto con le direttive napoleoniche sul Blocco continentale contro la navigazione britannica, venne richiamato da Napoleone in Polonia, dove l'imperatore gli assegnò il comando di un corpo di osservazione nelle retrovie della Grande Armata. Le truppe del maresciallo Massena rimasero tuttavia inattive e non parteciparono alle operazioni della primavera 1807 con le quali si decise in favore della Francia la guerra della Quarta coalizione contro la Russia e la Prussia.
Massena si lamentò con Napoleone per il modesto incarico assegnatogli e non fu soddisfatto di aver dovuto abbandonare il ricco e salubre territorio italiano per il rigido clima polacco. La salute del maresciallo declinò a causa di una grave patologia polmonare da cui fu colpito in questo periodo e nel 1808 dovette andare in congedo per malattia. Ricevette, quindi, il primo titolo "di vittoria", quello di duca di Rivoli con lettere patenti datate 24 aprile 1808. Nel settembre 1808, durante una battuta di caccia a Fontainebleau con Napoleone, rimase accidentalmente ferito al viso da un colpo di fucile e perse l'occhio sinistro; verosimilmente era lo stesso imperatore il colpevole del grave incidente, anche se fu il maresciallo Berthier che si assunse la responsabilità dell'errore di tiro.

### La Quinta coalizione
Il maresciallo Massena ritornò al comando di una forza operativa durante la guerra della Quinta coalizione. Napoleone affidò al suo esperto luogotenente il nuovo IV corpo d'armata in corso di costituzione e raggruppamento in Francia, con il concorso di nuove reclute, per rafforzare l'esercito rimasto in Germania a fronteggiare l'imminente offensiva dell'Impero austriaco. Il maresciallo marciò in Baviera anche se, nonostante i suoi sforzi e le incessanti sollecitazioni di Napoleone, prese parte solo marginalmente alla prima fase dei combattimenti. Alla battaglia di Landshut e alla battaglia di Eckmühl le truppe di Massena, che stavano marciando a tappe forzate sotto la spinta del maresciallo, non giunsero in tempo per concludere l'accerchiamento dell'armata austriaca, che quindi riuscì a sfuggire a nord di Ratisbona.

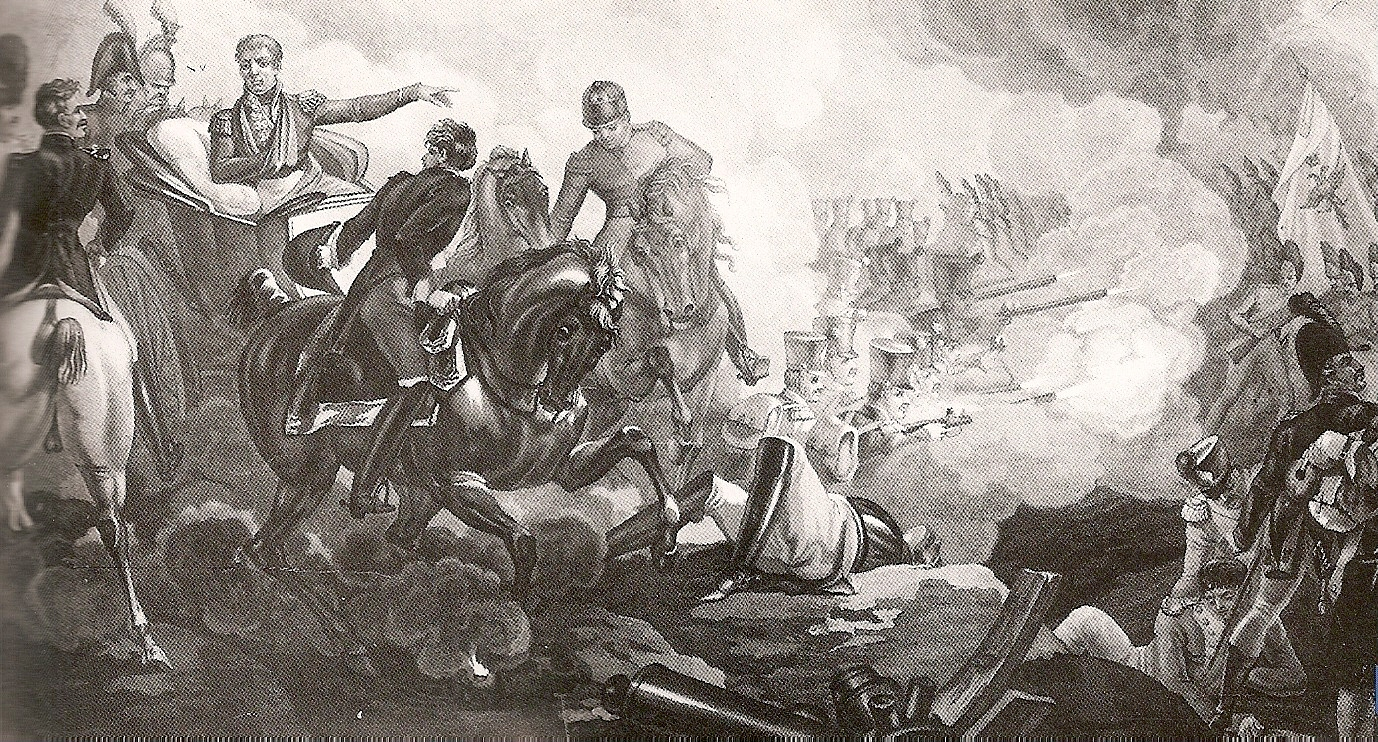
Il maresciallo Massena, a bordo di una vettura a causa delle ferite riportate, guida le sue truppe durante la battaglia di Wagram

Dopo aver partecipato alla marcia su Vienna e aver combattuto la sanguinosa battaglia di Ebersberg contro le retroguardie austriache, dove venne criticato da Napoleone per aver frettolosamente sferrato un attacco frontale, il maresciallo ebbe un ruolo di grande rilievo durante la successiva battaglia di Aspern-Essling. Massena diresse il primo attraversamento del Danubio di fronte a Vienna e respinse coraggiosamente con le sue truppe gli attacchi austriaci contro il villaggio di Aspern, ma il crollo dei ponti provocò una grave crisi per le forze francesi schierate sulla riva settentrionale. Dopo la morte del maresciallo Jean Lannes e la decisione di Napoleone di rinunciare all'operazione, Massena prese il comando della testa di ponte e organizzò con abilità la ritirata sull'isola di Lobau, in mezzo al fiume. Dopo questo insuccesso francese, il maresciallo Massena collaborò strettamente con l'imperatore per consolidare le posizioni francesi sull'isola e per organizzare metodicamente un nuovo attraversamento del Danubio, più a valle. Per il suo ruolo in questa fase della campagna e per la sua condotta nella sfortunata battaglia, Napoleone avrebbe assegnato a Massena, al termine della guerra, il titolo di principe di Essling, attribuitogli con lettere patenti datate 31 gennaio 1810.
Massena mostrò grande risolutezza anche nella successiva battaglia di Wagram; ferito a una coscia e impossibilitato a cavalcare, il maresciallo mantenne ugualmente il comando del IV corpo che guidò a bordo di un phaeton, con cui si spostava sul campo di battaglia. Napoleone, recatosi al suo posto di comando, salì in una occasione a bordo della vettura e i due diressero audacemente le operazioni da quell'improvvisato quartier generale sotto il fuoco nemico. Nella fase più critica della battaglia organizzò e diresse con successo, su ordine dell'imperatore, l'importante movimento del IV corpo sul fianco contro l'ala destra austriaca che minacciava di conquistare Aspern. Stabilizzata la situazione in quel settore grazie all'intervento decisivo dei soldati di Massena, Napoleone poté concludere con una vittoria l'aspra battaglia.

### Campagna del maresciallo Massena in Portogallo
Il 17 aprile 1810 Napoleone affidò al maresciallo Massena il comando della grande offensiva in Portogallo, che avrebbe dovuto sconfiggere definitivamente l'esercito britannico del Duca di Wellington e imprimere una svolta decisiva a favore dei francesi della guerra nella penisola iberica. Nonostante le notevoli forze a disposizione, teoricamente oltre 130.000 uomini, il maresciallo, che aveva manifestato all'imperatore la sua scarsa soddisfazione per questo impegnativo incarico assegnatogli, non mostrò la consueta energia: Massena appariva indebolito fisicamente e moralmente, e aveva anche deciso di portare con sé la sua amante, madame Leberton, travestita da ufficiale. Intralciato dalla scarsa collaborazione dei suoi subordinati, dalle concrete difficoltà di rifornimento e di comunicazione in un territorio privo di risorse e infestato dai guerriglieri, non poté raggruppare più di 60.000 soldati per l'invasione del Portogallo e non riuscì a conseguire il successo contro le forze britanniche guidate in modo prudente e accorto dal generale Wellington.

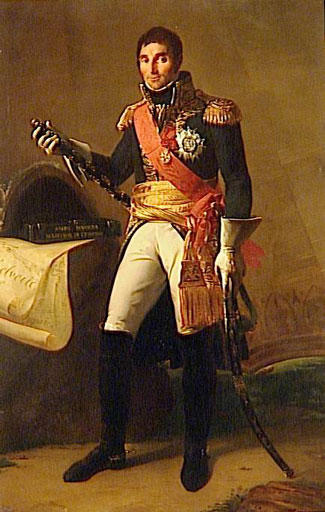
Andrea Massena, duca di Rivoli, principe di Essling, maresciallo di Francia, Edme-Adolphe Fontaine, Antoine-Jean Gros, 1853.

Dopo aver atteso la stagione della mietitura per rifornire le sue truppe, il maresciallo conquistò le piazzeforti di Almeida e Ciudad Rodrigo e quindi in settembre entrò in Portogallo, ma il Duca di Wellington non si fece agganciare e ripiegò con ordine, dopo aver devastato il territorio davanti ai francesi. Trincerato solidamente su delle alture, il generale britannico respinse l'attacco del maresciallo Massena nella battaglia del Buçaco il 27 settembre 1810. Il maresciallo comprese l'errore di attaccare frontalmente la solida fanteria britannica e organizzò una manovra di aggiramento che permise di superare le difese nemiche e riprendere l'avanzata verso Lisbona, mentre il Duca di Wellington si ritirava con le sue forze intatte.
Massena proseguì quindi la sua avanzata e giunse, con le truppe indebolite dalle carenze di rifornimenti e ridotte numericamente, in vista di Lisbona, dove, tuttavia, si trovò di fronte le solide linee di Torres Vedras, fortificazioni organizzate dal Duca di Wellington per coprire la capitale e proteggere il suo esercito. Mentre le truppe britanniche erano rifornite via mare, e quindi disponevano di sufficienti risorse per sostenere un assedio, la situazione dell'esercito francese, bloccato dalle fortificazioni e con difficoltà crescenti di rifornimento, divenne sempre più precaria. Dopo una lunga e inutile fase di guerra di posizione, il maresciallo Massena ritenne la situazione senza via d'uscita e decise di rinunciare all'assedio e ritirarsi verso Salamanca. In questa fase Massena aveva avuto un violento contrasto con il maresciallo Michel Ney, comandante di uno dei corpi della sua armata, che, pur avendo dimostrato grande combattività durante la campagna, era insofferente della sua subordinazione e poco disciplinato; il maresciallo Ney abbandonò quindi l'esercito e tornò in Francia. Inseguito lentamente dal Duca di Wellington, il maresciallo Massena decise invece di fare un nuovo tentativo per combattere una battaglia campale decisiva e attaccò il nemico a Fuentes di Oñoro: nonostante qualche successo, gli attacchi francesi furono però ancora respinti.

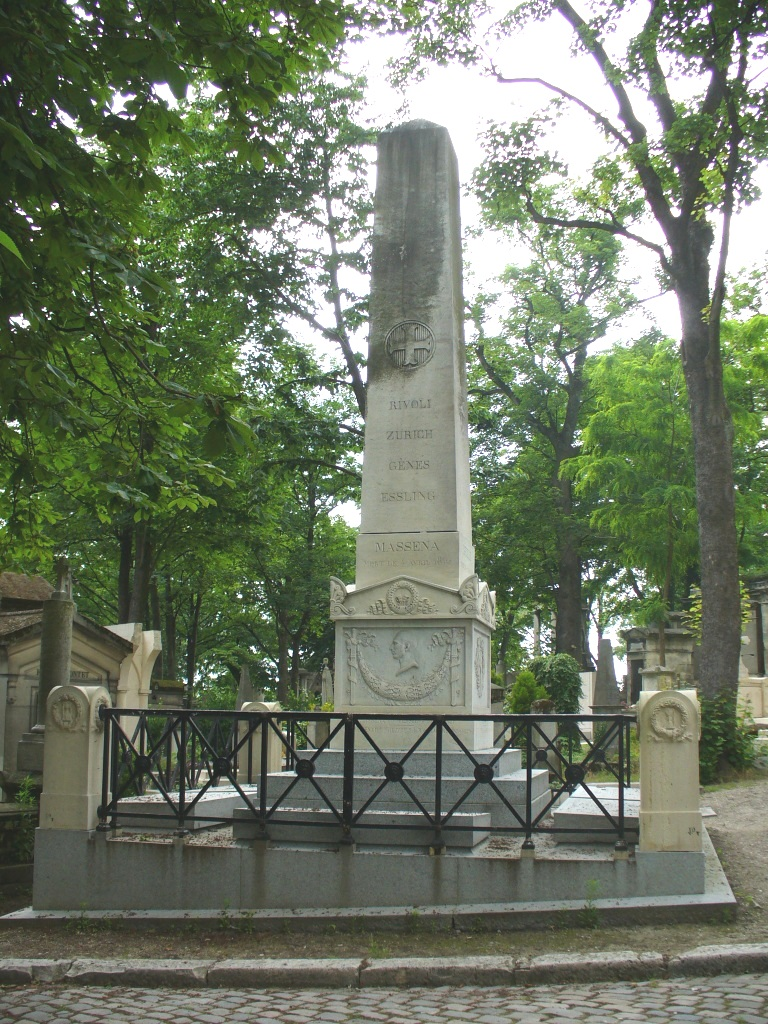
Tomba di Andrea Massena al cimitero di Père-Lachaise

Napoleone, deluso per il fallimento dell'invasione del Portogallo, non mancò di manifestare apertamente al maresciallo il suo forte scontento per il suo comportamento e per la mancanza di risultati; Massena venne quindi richiamato in Francia e il comando venne assunto dal maresciallo Auguste Marmont. Con la sconfitta in Portogallo, dovuta ad alcuni errori del maresciallo, ma anche a difficoltà oggettive e alla scarsa collaborazione ottenuta dai suoi luogotenenti, si concluse quindi la fase attiva della carriera militare di Massena.
Massena non fu più impegnato in combattimento e non partecipò alle ultime campagne napoleoniche. Il 14 aprile 1813 l'imperatore, ritornato in Francia dopo la disastrosa campagna di Russia, assegnò al maresciallo l'incarico amministrativo di governatore dell'8º distretto militare che comprendeva la grande base navale mediterranea di Tolone.

### La Restaurazione e la morte
Massena riuscì a mantenere la sua posizione anche dopo la Restaurazione, tanto che Luigi XVIII lo creò Pari di Francia con lettere patenti datate 4 giugno 1815. Al ritorno di Napoleone dall'Elba, si rifiutò di unirsi a lui, rimanendo a Marsiglia. Tuttavia, dopo la battaglia di Waterloo, non giurò lealtà alla monarchia borbonica tornata al potere. Tentò inoltre di rifiutare il ruolo di presidente della corte chiamata a giudicare il maresciallo Ney, accusato di alto tradimento per aver seguito l'imperatore durante i cento giorni, adducendo i suoi pregressi cattivi rapporti con l'ex commilitone; obbligato a presiederla, si dichiarò incompetente lasciando il giudizio di Ney alla Camera dei pari, la quale lo condannò a morte.
Affetto da tempo da tubercolosi, si spense nell'aprile del 1817, all'età di cinquantanove anni, e fu sepolto a Parigi dopo un solenne funerale.
Tra i più famosi e capaci generali rivoluzionari, Andrea Massena si distinse per le qualità di stratega e di tattico anche durante l'impero napoleonico e venne considerato da Napoleone il suo miglior generale; lo storico militare britannico David G. Chandler lo ha considerato uno dei due soli grandi condottieri dell'esercito francese, insieme con il maresciallo Davout, che combatterono accanto all'imperatore. Uno dei suoi più tenaci avversari, il Duca di Wellington, ammise che quando si trovava con il suo esercito di fronte a Massena "non dormivo sonni tranquilli". Napoleone, che lamentò nella parte finale della sua carriera il declino delle qualità fisiche e intellettuali del maresciallo Massena, nel complesso lo elogiò definendolo "un uomo superiore", in grado di "mantenere la calma nell'infuriare dell'azione", dotato di "un talento che cresceva col pericolo". Dopo una sconfitta, "era sempre pronto a ricominciare, come se di fatto fosse il vincitore".

## Massena e la massoneria
Importante personalità della massoneria francese dell'epoca napoleonica, Massena fu iniziato in massoneria il 13 aprile 1784, nella loggia Les Élèves de Minerve, a Tolone. Il 15 agosto dello stesso anno ne divenne Maestro delle cerimonie. Il 27 settembre 1787, il Grande Oriente di Francia crea, in seno al reggimento Royal-Italien, la loggia La Parfaite Amitié, della quale Massena diventa Maestro venerabile.
Nel 1804, anno in cui è nominato maresciallo, partecipa alla riorganizzazione delle obbedienze massoniche francesi. Alexandre Roëttiers de Montaleau, direttore della zecca e grande ufficiale del Grande Oriente di Francia, lo contatta per offrire a Napoleone il titolo di Gran maestro. Nel novembre 1804, Massena, che ha raggiunto il 33º ed ultimo grado,  diventa  gran rappresentante del Gran maestro del Supremo consiglio. Come tale, è uno dei negoziatori del concordato tra il Grande Oriente di Francia e il Supremo consiglio del Rito scozzese antico ed accettato.  Durante l'impero, è membro della loggia parigina Sainte Caroline, una loggia molto frequentata dai militari e funzionari imperiali. È pure«venerabile d'onore» di diverse altre logge, come Les Frères réunis di Parigi, La Parfaite Amitié di Tolone, L'Étroite Union a Thouars o ancora Les Vrais Amis réunis a Nizza.

## Discendenza
Si sposò il 10 agosto 1789 con Anne Marie Rosalie Lamare (1765-1829), dalla quale ebbe quattro figli:
- Marie Anne Élisabeth Masséna (1790-1794)
- Prosper Masséna (1793-1821), 2º principe di Essling (riconosciuto e confermato da Luigi XVIII con lettere patenti del 3 luglio 1818),[42] senza discendenza.
- Victoire Thècle Masséna (1794-1857)
- François Victor Masséna (1799-1863), 2º duca di Rivoli (riconosciuto e confermato da Luigi XVIII con lettere patenti del 3 luglio 1818),[42] alla morte del fratello ereditò il titolo di principe di Essling, padre di Victor Masséna (1836-1910), politico francese.

## Araldica
|  |

|  |

## Influenze culturali
- Il suo nome si trova inciso sotto l'Arco di Trionfo di Parigi.
- A Nizza, oltre a un liceo che porta il suo nome (lycée Masséna), esiste anche la place Masséna (piazza Massena) e il Musée Masséna (municipale della città di Nizza) situato nella Villa Masséna, donata alla città dal nipote di Andrea Massena Victor Masséna.
- La metropolitana di Lione ha una stazione a lui dedicata.
- Nel XIII arrondissement di Parigi si può percorrere il boulevard Masséna.
- La marina militare francese ha avuto una corazzata chiamata Masséna.
- Una città nel nord dello Stato di New York, fondata da boscaioli francesi nel 1802, fu denominata Massena in suo onore. Anche una città dello Iowa si chiama Massena.
- A Milano e a Torino esiste una via Andrea Massena. A Torino gli fu dedicata nel periodo risorgimentale. A Genova porta il suo nome una piazza del popolare quartiere di Cornigliano.
- A Loano una piazza porta il suo nome.